# العلاقات البيلاروسية اللاتفية
العلاقات البيلاروسية اللاتفية هي العلاقات الثنائية التي تجمع بين روسيا البيضاء ولاتفيا.

## مقارنة بين البلدين
هذه مقارنة عامة ومرجعية للدولتين:
| وجه المقارنة                                              | روسيا البيضاء                    | لاتفيا                                             |
| --------------------------------------------------------- | -------------------------------- | -------------------------------------------------- |
| المساحة (كم2)                                             | 207.60 ألف                       | 64.59 ألف                                          |
| عدد السكان (نسمة)                                         | 9.50 مليون                       | 1.93 مليون                                         |
| الكثافة السكانية (ن./كم²)                                 | 45.76                            | 29.88                                              |
| العاصمة                                                   | مينسك                            | ريغا                                               |
| اللغة الرسمية                                             | اللغة البيلاروسية، اللغة الروسية | اللغة اللاتفية                                     |
| العملة                                                    | روبل بلاروسي                     | يورو، لاتس لاتفي، الروبل اللاتفي ‏، الروبل اللاتفي ‏ |
| الناتج المحلي الإجمالي (بليون دولار)                      | 54.44 مليار                      | 30.26 مليار                                        |
| الناتج المحلي الإجمالي (تعادل القوة الشرائية) بليون دولار | 168.35 مليار                     | 49.24 مليار                                        |
| الناتج المحلي الإجمالي الاسمي للفرد دولار أمريكي          | 5.74 ألف                         | 14.06 ألف                                          |
| الناتج المحلي الإجمالي للفرد دولار أمريكي                 | 18.18 ألف                        | 23.55 ألف                                          |
| مؤشر التنمية البشرية                                      | 0.798                            | 0.819                                              |
| رمز المكالمات الدولي                                      | +375                             | +371                                               |
| رمز الإنترنت                                              | .by، .бел                        | .lv                                                |
| المنطقة الزمنية                                           | ت ع م+03:00                      | ت ع م+02:00، ت ع م+03:00، أوروبا/ريغا ‏             |

## مدن متوأمة
في ما يلي قائمة باتفاقيات التوأمة بين مدن بيلاروسية ولاتفية:
- ترتبط Zaslawye [الإنجليزية]‏ مع بلدية لودزا باتفاقية توأمة منذ 17 مايو 2013.
- ترتبط بابرويسك مع داوغافبيلس باتفاقية توأمة منذ 8 يونيو 2012.
- ترتبط Hlybokaye [الإنجليزية]‏ مع لودزا باتفاقية توأمة منذ 17 يونيو 2011.
- ترتبط برست مع لودزا باتفاقية توأمة منذ 23 أغسطس 2003.[16][17][18][19]
- ترتبط غوميل مع ليبايا باتفاقية توأمة منذ 9 أكتوبر 2009.[20][21][22][23]
- ترتبط فيتيبسك مع داوغافبيلس باتفاقية توأمة منذ 1991.
- ترتبط مينسك مع ريغا باتفاقية توأمة منذ 1997.[24][24]
- ترتبط نوفوبولوتسك مع لودزا باتفاقية توأمة منذ 2009.
- ترتبط ليدا مع داوغافبيلس باتفاقية توأمة منذ 2012.[25][25][25][25]
- ترتبط بارانافيتشي مع يلغافا باتفاقية توأمة منذ 2011.[26][26][26][26]
- ترتبط بولوتسك مع لودزا باتفاقية توأمة منذ 2004.[25][25][25][25]

## منظمات دولية مشتركة
يشترك البلدان في عضوية مجموعة من المنظمات الدولية، منها:
| علم المنظمة | اسم المنظمة                               | تاريخ انضمام روسيا البيضاء | تاريخ انضمام لاتفيا |
| ----------- | ----------------------------------------- | -------------------------- | ------------------- |
|             | اتفاقية السماوات المفتوحة                 | ?                          | ?                   |
|             | منظمة الأمن والتعاون في أوروبا            | 30 يناير 1992              | 10 سبتمبر 1991      |
|             | مؤسسة التمويل الدولية                     | 2 نوفمبر 1992              | 29 سبتمبر 1993      |
|             | منظمة حظر الأسلحة الكيميائية              | ?                          | ?                   |
|             | الأمم المتحدة                             | 24 أكتوبر 1945             | 17 سبتمبر 1991      |
|             | الاتحاد الدولي للاتصالات                  | 7 مايو 1947                | 11 ديسمبر 1921      |
|             | منظمة الشرطة الجنائية الدولية             | ?                          | ?                   |
|             | البنك الدولي للإنشاء والتعمير             | 10 يوليو 1992              | 11 أغسطس 1992       |
|             | الاتحاد البريدي العالمي                   | ?                          | ?                   |
|             | المركز الدولي لتسوية المنازعات الاستشارية | 9 أغسطس 1992               | 7 سبتمبر 1997       |
|             | وكالة ضمان الاستثمار متعدد الأطراف        | 3 ديسمبر 1992              | 21 أغسطس 1998       |
|             | يونسكو                                    | 12 مايو 1954               | 9 يوليو 1951        |
|             | مجموعة الموردين النوويين                  | ?                          | ?                   |

## وصلات خارجية
- موقع وزارة الخارجية البيلاروسية
- موقع وزارة الخارجية اللاتفية